# Ejner Ole Mosolff
Ejner Ole Mosolff (født 26. april 1925 i Birkerød, henrettet 17. marts 1945 i Ryvangen) var en københavnsk medlem af Holger Danske. Ejner Mosolff var søn af plantageejer Johannes Jørgen August Mosolff og Yrsa f. Hansen og voksede op i Birkerød. Efter endt skolegang var Ejner i lære som skibsbygger på Orlogsværftet.
Ejner Ole Mosolff var knyttet til Holger Danskes 1. kompagni, 2. afdeling, 3. gruppe. Gruppen gennemførte en række fabrikssabotager og andet vigtigt modstandsarbejde. Kort før jul 1944 måtte Ejner Mosolff „gå under jorden“ og forlade sin læreplads på grund af sit illegale arbejde. Da lederen af 2. afdeling af Holger Danske, Georg Stougaard, blev arresteret af tyskerne lagde tyskerne en fælde i en forretning, gruppen benyttede som træfpunkt. En efter en gik hele gruppen i tyskernes fælde i løbet af dagen, således også Ejnar Mosolff.
Den 17. marts 1945 henrettedes han i Ryvangen sammen med sine gruppekammerater, hvoraf kun en benådedes med 10 års tugthus.